# Зо Арцейну
«Зо Арцейну» (ивр. זו ארצנו‎ — это наша земля) — гражданское и политическое движение протеста в Израиле, созданное под руководством Моше Фейглина и Шмуэля Сакета для блокирования израильских уступок земли арабами в начале 1990-х годов, особенно во время Ословских соглашений. Основной деятельностью движения было разъяснение гражданам Израиля проблем, возникающих при отдаче земли арабам, блокирование дорог и использование других форм гражданского неповиновения, заимствованных от движений за гражданские права в Соединенных Штатах.
После запрета кнессетом движения Ках Фейглин и Сакет создали в Израиле движение «Зо Арцейну». Фейглин и Сакет были полны решимости найти способ продолжить реализацию целей Кахане по еврейской демографии и усилению безопасности Израиля, но только мирными средствами. Они не были согласны с подходом более воинственного сына раввина Кахане Биньямина Зеева Кахане, который создал движение «Кахане Хай» (затем также официально запрещённое).
В 1998 году Фейглин и Сакет перешел к созданию фракции Манхигут Йегудит («Еврейского руководства») в партии «Ликуд». В настоящее время «Зо Арцейну» вместе с Фейглиным в конечном итоге работает на руководство партии «Ликуд».